# 모리타 쇼
모리타 쇼(일본어: 森田 翔, 2003년 7월 6일~)는 일본의 축구 선수이다.

## 구단 경력
그는 J1리그의 FC 도쿄에 입단했다. 2019년 J3리그의 FC 도쿄 U-23에서 뛰었다. 2021년 5월 J리그컵에서 시니어 팀에 데뷔했다.